# Rock Springs (Wyoming)
Rock Springs è una città della contea di Sweetwater, Wyoming, Stati Uniti. La popolazione era di 23.036 abitanti al censimento del 2010, rendendola la quinta città più popolosa dello stato del Wyoming e la città più popolosa della contea di Sweetwater. Rock Springs è la città principale dell'area statistica micropolitana di Rock Springs, che ha una popolazione di 37.975 abitanti. Rock Springs è conosciuta come la "casa delle 56 nazionalità" a causa dell'afflusso di immigrati provenienti da tutto il mondo che sono venuti a lavorare nelle miniere di carbone che fornivano il carburante per alimentare i motori a vapore della Union Pacific Railroad. Il ricco patrimonio culturale della città viene celebrato ogni estate in occasione dell'International Day, un festival in cui i cibi, i costumi e le tradizioni degli antenati dei residenti vengono ricreati e gustati al Bunning Park nel centro di Rock Springs.
Rock Springs è il sito del Western Wyoming Community College e del Wyoming's Big Show, un evento annuale con un carnevale e concerti che si tiene al Sweetwater County Events Complex.
Rock Springs si trova in una regione ricca di energia con molti pozzi di petrolio e gas naturale.

## Geografia fisica
Secondo lo United States Census Bureau, ha un'area totale di 19,34 mi² (50,09 km²).

## Storia
Uno dei peggiori episodi di violenza anti-immigrati nella storia americana, noto come massacro di Rock Springs, avvenne tra i minatori che lavoravano vicino a Rock Springs il 2 settembre 1885. Ci sono ancora resti delle vecchie città minerarie di carbone al di fuori di Rock Springs.
Rock Springs è stata presentata in 60 Minutes nel 1977 a causa della corruzione all'interno del dipartimento di polizia e del governo della città. Il gran giurì fu chiamato in sessione. Lo sceriffo, James Stark della contea di Sweetwater, ha testimoniato e non è mai stata trovata alcuna azione illecita. Un seguito è stato girato 20 anni dopo per lo show televisivo City Confidential. L'episodio è stato chiamato "Rock Springs: Deadly Draw in the Wild West".

## Società

### Evoluzione demografica
Secondo il censimento del 2010, la popolazione era di 23.036 abitanti.

### Etnie e minoranze straniere
Secondo il censimento del 2010, la composizione etnica della città era formata dall'86,4% di bianchi, l'1,4% di afroamericani, lo 0,8% di nativi americani, l'1,1% di asiatici, lo 0,1% di oceanici, il 7,5% di altre etnie, e il 2,6% di due o più etnie. Ispanici o latinos di diversa provenienza rappresentavano il 16,4% della popolazione.

#### La comunità italiana
A Rock Springs, così come in altre località del Wyoming, è esistita storicamente una piccola comunità di immigrati italiani, proveniente generalmente dal Centronord (soprattutto Lombardia, Piemonte, Toscana). Tra gli abitanti di Rock Springs di origine italiana ricordiamo il senatore Edward D. Crippa (1899-1960) e il deputato Teno Roncalio (cioè Tino Roncaglio, 1916-2003).

Secondo i censimenti, a Rock Springs il 6,23% degli abitanti è di origine italiana.